# Australisk engelska

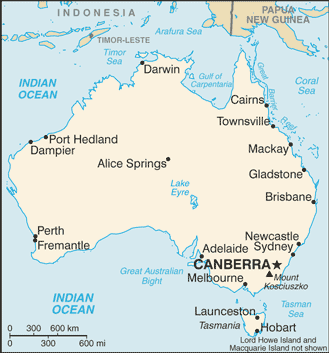
Karta över Australien

Australisk engelska (engelska: Australian English) är den typ av engelska som talas i Australien.

## Historia
Australisk engelska började avvika från brittisk engelska strax efter grundandet av kolonin New South Wales år 1788. Kolonin grundades ursprungligen som straffkoloni. De brittiska straffångar som deporterades till Australien bestod mest av folk från de engelska storstäderna, som till exempel "Cockneys" från London. År 1827 rapporterade Peter Cunnigham i sin bok Two Years in New South Wales att infödda vita australiensare talade med en särskild dialekt och ett särskilt ordförråd som starkt hade påverkats av Cockney. (Fångar fortsatte att transporteras till australiska kolonier fram till 1868.) Den betydligt större invandring som skedde på grund av den stora guldupptäckten under 1850-talet hade också stort inflytande på australisk engelska. Bland dessa invandrare fanns många som inte hade engelska som modersmål. Sedan dess har australisk engelska lånat egenskaper från fler och fler källor utifrån. 
Den så kallades "amerikaniseringen" av australisk engelska – som kännetecknas av inlåning av ord, termer och bruk från nordamerikansk engelska – inleddes i och med guldruschen och fick ny fart av inflödet av amerikanska militärer under andra världskriget. Den storskaliga importen av TV-program och annan massmedia från USA under 1950-talet och framåt har påverkat australisk engelska i hög grad. På grund av detta använder sig australiensare av både brittiska och amerikanska uttryck, som till exempel pants/trousers (byxor) eller lift/elevator (hiss). 
På grund av den gemensamma historien och geografiska närheten är australisk engelska mest lik nyzeeländsk engelska. Däremot är skillnaden mellan dessa två dialekter i talform uppenbar för både australiensare och nyzeeländare, om än inte omedelbart tydlig för dem som kommer från andra länder. Ordförrådet har också märkbara skillnader.

## Irländskt inflytande
Irländsk engelska har haft en del inflytande på australisk engelska. Däremot är inflytandet inte så stort som kunde förväntas av att många australiensare är av irländskt påbrå. Ett exempel på detta inflytande är uttalet av bokstaven ”H” som ”haitch” /hæɪtʃ/, som ibland hörs av talare av ”bred australisk engelska” särskilt i Queensland, till skillnad från det vanligare oaspirerade ”aitch” /æɪtʃ/ som används i South Australia och Nya Zeeland, liksom i Storbritannien och Nordamerika. Det har föreslagits att detta beror på inflytande från irländska katolska präster och nunnor. Bland de irländska särdragen finns också den ovanliga pluralformen av ”you” som ”youse” /jʉːz/, använd främst i informella sammanhang, och det irländska uttrycket ”good on you” eller ”good onya”, som är vanligt i australisk engelska. ”Youse” är också vanligt i Nordamerika medan ”good on you” även finns i nyzeeländsk och brittisk engelska. En annan egenskap som tyder på irländsk engelska är när ordet ”me” ersätter ”my” i meningar, till exempel ”Where’s me hat?” istället för ”Where’s my hat?” – dock används detta ofta som skämt. 

## Stavning
Australisk stavning är allmänt ganska lik brittisk stavning med några undantag (till exempel ordet "program" som oftare stavas som program, som på amerikansk engelska, än som programme). Förlag, skolor, högskolor, universitet och myndigheter använder vanligtvis Macquarie-ordboken som referensverk för stavning. Både –ise och –ize accepteras som i brittisk engelska, fast -ise är tre gånger vanligare enligt Macquarie’s Australian Corpus of English. 
Det finns en allmän uppfattning i Australien om att ”amerikansk stavning” är ett nytt påfund, men stavningsdebatten är betydligt äldre och har mindre att göra med inflytande från amerikansk engelska. Till exempel argumenterade en broschyr, med namnet The So-Called ’American Spelling’, tryckt i Sydney något före år 1900, att ’det finns ingen förnuftig etymologisk anledning till bevarandet av U:et i sådana ord som ’honor’, ’labor’, etc.’ Broschyren nämnde riktigt att ”tendensen hos folket i Australasien är att utelämna U:et, vilket en av Sydney-morgontidningarna brukar göra, medan den andra tidningen vanligtvis använder U:et.” Vissa Melbourne-tidningar utelämnade tidigare U:et, men inte längre, medan the Australian Labor Party behåller ’-or’-ändelsen som officiellt antogs av partiet år 1912.

## Exempel på australisk engelska
The Australian Broadcasting Corporation (ett offentligt mediabolag) ger många exempel på Australiens radioprogram. Icke-australiensare kan också få intryck av australisk engelska från kända skådespelare och andra infödda talare. Cate Blanchett, Russell Crowe, Hugh Jackman, Nicole Kidman, Mel Gibson och Heath Ledger talar alla med accenter som faller under kategorin General Australian (allmänna australiska), förutom när de spelar icke-australiska roller. Ett flertal australiska skådespelare gjorde rösterna till den tecknade filmen Hitta Nemo – pelikanen Nigel, de tre hajarna, den skräpätande krabban och tandläkaren har alla Broad Australian (breda australiska) accenter. Den avlidne TV-stjärnan Steve Irwin (Krokodiljägaren) hade en överdrivet bred australisk accent som ofta förlöjligades, både i Australien och utomlands. John O’Gradys roman They’re a Weird Mob innehåller många exempel på pseudofonetiskt skrivet australiskt tal från under 1950-talet, som t.ex. ’owyergoinmateorright?’ (’how’re you going mate, alright?’ på svenska: hur är det kompis, bra?). Thomas Keneallys romaner som utspelar sig i Australien, speciellt The Chant of Jimmie Blacksmith, använder sig ofta av sådana vardagsspråkliga uttryck som ”yair” istället för ”yes” (svenska: ja) och ”noth-think” istället för ”nothing” (svenska: ingenting).

## Några ord
| australisk engelska        | svenska                                    |
| -------------------------- | ------------------------------------------ |
| arvo                       | eftermiddag                                |
| Aussie                     | Australier (en person från Australien)     |
| barbie                     | grilla                                     |
| bickie                     | kex                                        |
| bloody hell                | herregud                                   |
| bogan                      | en osofistikerad person                    |
| brekky                     | frukost                                    |
| chips                      | potatischips                               |
| chook                      | kyckling                                   |
| Chrissie                   | Jul                                        |
| crikey                     | herregud                                   |
| croc                       | krokodil                                   |
| footy                      | australisk fotboll eller rugby             |
| g'day                      | hej                                        |
| hot chips / chips          | pommes frites                              |
| jumper                     | tröja                                      |
| Kiwi                       | Nyzeelandare (en person från Nya Zeeland)  |
| lolly                      | godis                                      |
| loo, dunny                 | toalett                                    |
| Maccas                     | McDonald's                                 |
| mate                       | vän                                        |
| nah                        | nej                                        |
| no worries, no dramas      | inga problem                               |
| pom, pommy                 | en brittisk person (särskilt en engelsman) |
| pub                        | krog, pub                                  |
| reckon                     | tror (som i "Jag tror…")                   |
| roo                        | känguru                                    |
| snag                       | korv                                       |
| snag sanga                 | korvmacka                                  |
| Tassie                     | Tasmanien                                  |
| WA (uttalad double-you-ay) | Västaustralien                             |
| wanker                     | idiot, en dum person                       |
| yeah nah                   | nej                                        |